# Wyeomyia lutzi
Wyeomyia lutzi är en tvåvingeart som först beskrevs av Lima 1930.  Wyeomyia lutzi ingår i släktet Wyeomyia och familjen stickmyggor. Inga underarter finns listade i Catalogue of Life.